# Pacifische Zuidequatoriale stroom

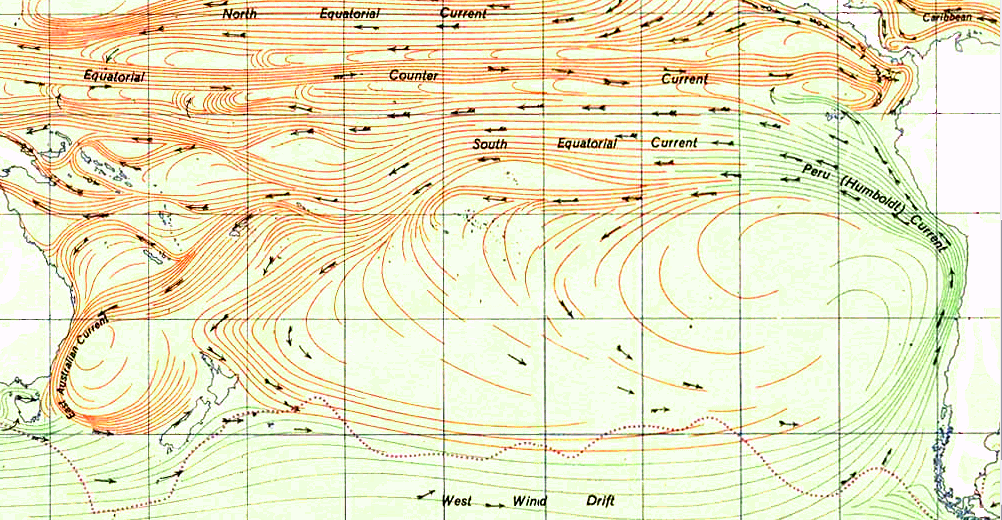
Pacifische Zuidequatoriale stroom aangeduid met South Equatorial Current

De Pacifische Zuidequatoriale stroom is een westwaarts gaande zeestroom in het zuidelijk deel van de Grote Oceaan. De zeestroom is een van de drie zeestromen die de naam Zuidequatoriale stroom draagt (de andere zeestromen zijn de Atlantische Zuidequatoriale stroom in de Atlantische Oceaan en de Indische Zuidequatoriale stroom in de Indische Oceaan). Ten zuiden van de zeestroom ligt de Zuid-Pacifische gyre.
De zeestroom voert zeewater, voor een groot deel afkomstig van de Humboldtstroom, vanaf de westkust van Peru in Zuid-Amerika de oceaan over richting de oostkust van Australië en Nieuw-Zeeland, waar de stroom overgaat in de Oost-Australische stroom. De zeestroom ligt ongeveer tussen de evenaar en de 20e parallel van het zuidelijk halfrond. De Pacifische Zuidequatoriale stroom is een tak richting het westen vanaf een grote subtropische bocht, aangedreven door de combinatie van passaatwinden in de tropen en westenwinden ten zuiden van 30e parallel van het zuidelijk halfrond, door een vrij gecompliceerd proces dat de intensivering van de stroom omvat. In Ecuador wordt de Pacifische Zuidequatoriale stroom direct aangedreven door passaatwinden die van oost naar west waaien.
Ten noorden van de Pacifische Zuidequatoriale stroom ligt de Pacifische Equatoriale tegenstroom die in oostelijke richting stroomt.